# Ahrbach (Rhein)
Der Ahrbach, im Unterlauf Mühlenbach genannt, ist ein 7,3 km langer, orografisch linker Nebenfluss des Mittelrheins im Stadtgebiet von Rhens im rheinland-pfälzischen Landkreis Mayen-Koblenz.

## Geographie

### Verlauf
Der Ahrbach entspringt wenig vor dem Ostrand des Hunsrücks südlich von Rhens-Hünenfeld auf einer Höhe von etwa 364 m ü. NHN. Er fließt vorwiegend in ostnordöstliche, zwischendurch kurz auch in nordwestliche Richtungen. Von der Mündung des Lendersbachs an, seines bedeutendsten Zuflusses, wird der Bach Mühlenbach genannt. Nach dem Durchfließen von Rhens mündet er auf 61 m ü. NHN in den Rhein.
Nach seinem 7,2 km langen Weg mündet der Bach etwa 303 Höhenmeter unterhalb seines Ursprungs, was einem mittleren Sohlgefälle von etwa 42 ‰ entspricht. Er entwässert sein Einzugsgebiet über den Rhein zur Nordsee.

### Einzugsgebiet
Das 9,6 km große Einzugsgebiet gehört bis auf Randbereiche zum Naturraum des Bopparder Schlingen im Oberen Mittelrheintal sowie bis auf kleine Randzwickel zum Stadtgebiet von Rhens.
Reihum grenzen die Einzugsgebiet der folgenden Nachbargewässer an:
- Im Norden fließt der Obersbergerbach etwas weiter abwärts ebenfalls in den Mittelrhein:
- im Südosten fließt der Tauberbach nun wenig oberhalb des Ahrbachs zum Mittelrhein;
- im Süden grenzen die Einzugsgebiete kleinerer linker Rheinzuflüsse und zuletzt des vergleichbar großen Mühltalbachs an;
- im Westen entwässert ein Büschel von Bächen über den Konderbach zur Mosel, die weiter abwärts als der Obersbergerbach ebenfalls den Mittelrhein speist.

### Zuflüsse
Liste der direkten Zuflüsse von der Quelle zur Mündung. Längen und Einzugsgebiete nach der amtlichen Gewässerkarte, Höhen nach der amtlichen topographischen Karte. Auswahl.
- Wiesenbach, von rechts auf etwa 295 m ü. NHN im Wald Oberschauren, knapp 0,2 km und knapp 0,1 km²
- (Bach aus der feuchten Stelle), von links auf etwa 259 m ü. NHN westnordwestlich von Rhens-Schauren, 0,4 km und 0,4 km²
- (Graben vom Krieserkopf), von rechts auf etwa 225 m ü. NHN nördlich von Schauren, 0,3 km und über 0,2 km²
- (Bach vom Hünenfeld), von links auf etwa 215 m ü. NHN gegenüber dem Kieselberg, 1,0 km und 0,3 km²
- (Graben), von links auf etwa 196 m ü. NHN im Gewann An der Ahrhohl, über 0,2 km und 0,1 km²
- Lendersbach, von links auf etwa 182 m ü. NHN im Gewann In der Ahrhohl, 1,3 km und 1,5 km²
- Buschbach, von links auf etwa 173 m ü. NHN im Gewann Oben in der Kronwiese, 0,8 km und 0,6 km²
- (Bach aus der Mönchsdelle), von rechts auf etwa 139 m ü. NHN nach der Obersten Mühle, 1,1 km und unter 0,8 km²

## Gewässerzustand
Im Oberlauf wird die Gewässerstrukturgüte des Ahrbachs überwiegend mit mäßig verändert angegeben. Einige Abschnitte des Oberlaufes weisen jedoch auch deutlich veränderte Strukturen auf. Kurze Abschnitt wurden als gering verändert eingestuft. Im Unterlauf verschlechtert sich die Gewässerstruktur deutlich und wird überwiegend mit deutlich bis stark verändert angegeben. Im Ortsgebiet von Rhens wird die Strukturgüte mit sehr stark bis vollständig verändert angegeben. Die Gewässergüte wird für den Unterlauf als unbelastet angegeben. 

## Bilder

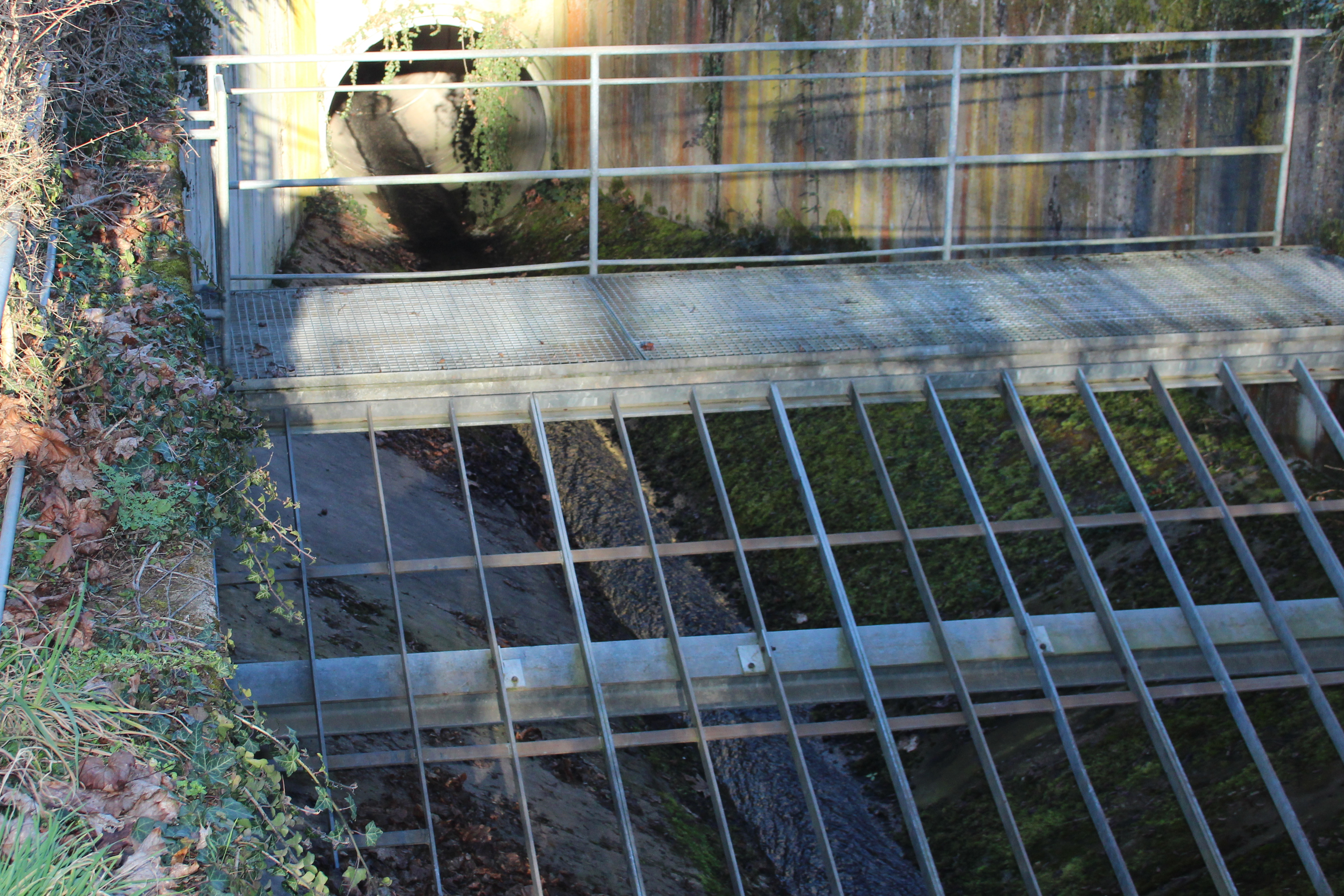
Beginn der Verrohrung an der Bramleystraße gegenüber dem Südeck der Stadtmauer
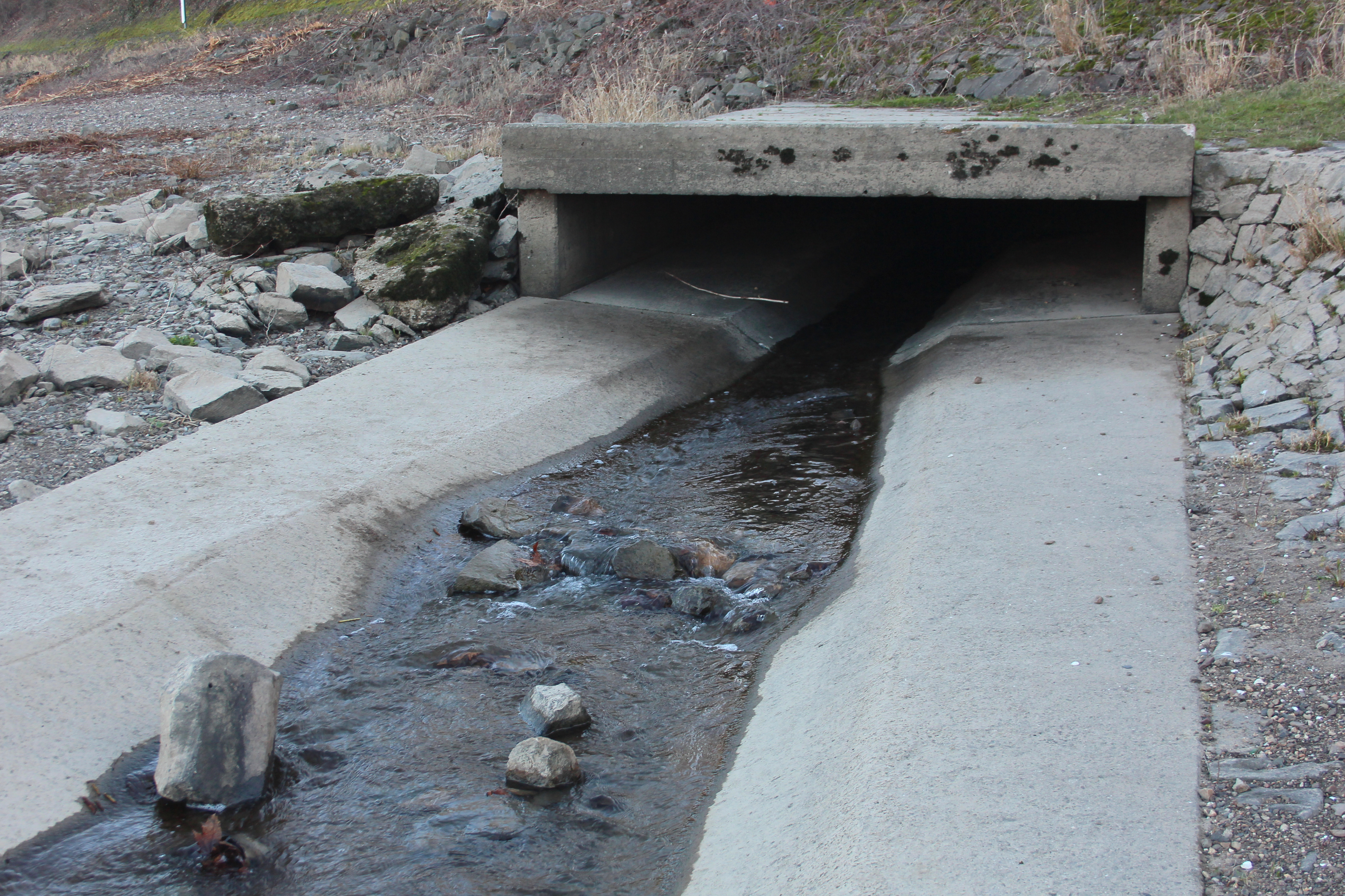
Ende der Verrohrung kurz vor dem Zufluss in den Rhein
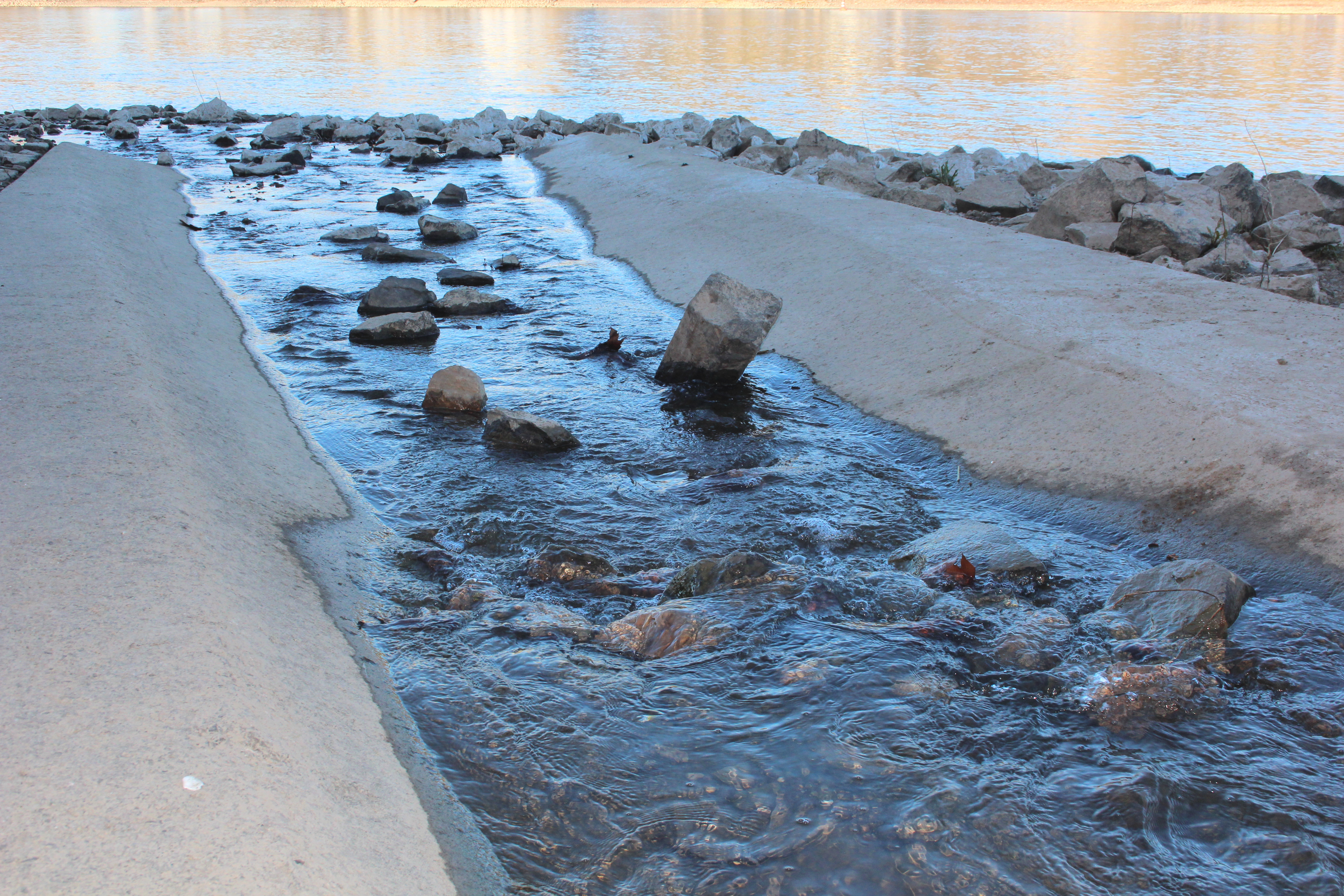
Zufluss in den Rhein mit Rauer Rampe